# Campionati del mondo di atletica leggera 2011 - 400 metri ostacoli maschili

Official Video

La specialità dei 400 metri ostacoli maschili ai campionati del mondo di atletica leggera 2011 si è svolta il tenuti il 28, 29 e 30 agosto 2011, presso lo stadio di Taegu nell'omonima città, in Corea del Sud.

## Podio
| Pos.    | Atleta        | Nazionalità   |
| ------- | ------------- | ------------- |
| Oro     | Dai Greene    | Gran Bretagna |
| Argento | Javier Culson | Porto Rico    |
| Bronzo  | L.J. van Zyl  | Sudafrica     |

## Risultati

### Batterie
Qualificazione: i primi 4 atleti di ogni batteria (Q) e quelli con i 4 migliori tempi degli esclusi (q) si qualificano alle semifinali.
| Class | Gruppo | Nome                     | Nazione           | Tempo | Note  |
| ----- | ------ | ------------------------ | ----------------- | ----- | ----- |
| 1     | 1      | David Greene             | Gran Bretagna     | 48.52 | Q     |
| 1     | 1      | Cornel Fredericks        | Sudafrica         | 48.52 | Q     |
| 3     | 2      | L.J. van Zyl             | Sudafrica         | 48.58 | Q     |
| 4     | 2      | Isa Phillips             | Giamaica          | 48.64 | Q, SB |
| 5     | 1      | Georg Fleischhauer       | Germania          | 48.72 | Q, PB |
| 6     | 2      | Félix Sánchez            | Rep. Dominicana   | 48.74 | Q, SB |
| 7     | 5      | Jeshua Anderson          | Stati Uniti       | 48.81 | Q     |
| 8     | 2      | Kerron Clement           | Stati Uniti       | 48.91 | Q     |
| 9     | 3      | Javier Culson            | Porto Rico        | 48.95 | Q     |
| 10    | 5      | Nathan Woodward          | Gran Bretagna     | 49.06 | Q     |
| 11    | 5      | Stanislav Melnykov       | Ucraina           | 49.24 | Q, SB |
| 12    | 3      | Angelo Taylor            | Stati Uniti       | 49.38 | Q     |
| 13    | 3      | Aleksandr Derevyagin     | Russia            | 49.43 | Q, SB |
| 14    | 5      | Leford Green             | Giamaica          | 49.45 | Q     |
| 15    | 3      | Andrés Silva             | Uruguay           | 49.48 | Q     |
| 16    | 2      | Vincent Kiplangat Kosgei | Kenya             | 49.49 | q, SB |
| 17    | 3      | Takayuki Kishimoto       | Giappone          | 49.51 | q     |
| 18    | 1      | Emir Bekrić              | Serbia            | 49.67 | Q     |
| 19    | 1      | Omar Cisneros            | Cuba              | 49.69 | q     |
| 20    | 1      | Mahau Suguimati          | Brasile           | 49.74 | q     |
| 21    | 4      | Bershawn Jackson         | Stati Uniti       | 49.82 | Q     |
| 22    | 2      | Jorge Paula              | Portogallo        | 49.82 |       |
| 23    | 5      | Kurt Couto               | Mozambico         | 49.86 |       |
| 24    | 4      | Jehue Gordon             | Trinidad e Tobago | 49.90 | Q     |
| 25    | 2      | Jamele Mason             | Porto Rico        | 49.98 |       |
| 26    | 4      | Josef Robertson          | Giamaica          | 50.29 | Q     |
| 27    | 4      | Jack Green               | Gran Bretagna     | 50.39 | Q     |
| 28    | 3      | Li Zhilong               | Cina              | 50.44 |       |
| 29    | 4      | Cheng Wen                | Cina              | 50.51 |       |
| 30    | 5      | Yuta Imazeki             | Giappone          | 50.92 |       |
| 31    | 5      | Jean Antonio Vieillesse  | Mauritius         | 51.02 |       |
| 32    | 4      | Kenneth Medwood          | Belize            | 51.19 |       |
| 33    | 4      | Takatoshi Abe            | Giappone          | 51.90 |       |
| 34    | 3      | Lee Seung-yun            | Corea del Sud     | 52.98 |       |

### Semifinali
Qualificazione: I primi 2 atleti di ogni gruppo (Q) e quelli con i 2 migliori tempi degli esclusi (q) si qualificano in finale.
| Class | Gruppo | Nome                     | Nazione           | Tempo | Note  |
| ----- | ------ | ------------------------ | ----------------- | ----- | ----- |
| 1     | 1      | Javier Culson            | Porto Rico        | 48.52 | Q     |
| 2     | 2      | David Greene             | Gran Bretagna     | 48.62 | Q     |
| 3     | 3      | Bershawn Jackson         | Stati Uniti       | 48.80 | Q     |
| 4     | 1      | Cornel Fredericks        | Sudafrica         | 48.83 | Q     |
| 5     | 1      | Angelo Taylor            | Stati Uniti       | 48.86 | q     |
| 6     | 2      | Félix Sánchez            | Rep. Dominicana   | 49.01 | Q     |
| 7     | 3      | L.J. van Zyl             | Sudafrica         | 49.05 | Q     |
| 8     | 3      | Aleksandr Derevyagin     | Russia            | 49.07 | q, SB |
| 9     | 2      | Jehue Gordon             | Trinidad e Tobago | 49.08 |       |
| 10    | 2      | Isa Phillips             | Giamaica          | 49.16 |       |
| 11    | 3      | Leford Green             | Giamaica          | 49.29 |       |
| 12    | 1      | Jeshua Anderson          | Stati Uniti       | 49.33 |       |
| 13    | 3      | Georg Fleischhauer       | Germania          | 49.36 |       |
| 14    | 3      | Nathan Woodward          | Gran Bretagna     | 49.57 |       |
| 15    | 1      | Jack Green               | Gran Bretagna     | 49.62 |       |
| 16    | 2      | Andrés Silva             | Uruguay           | 49.63 |       |
| 17    | 3      | Vincent Kiplangat Kosgei | Kenya             | 49.71 |       |
| 18    | 1      | Stanislav Melnykov       | Ucraina           | 49.74 |       |
| 19    | 2      | Emir Bekrić              | Serbia            | 49.94 |       |
| 20    | 1      | Takayuki Kishimoto       | Giappone          | 50.05 |       |
| 21    | 3      | Omar Cisneros            | Cuba              | 50.10 |       |
| 22    | 1      | Josef Robertson          | Giamaica          | 50.39 |       |
| 23    | 2      | Mahau Suguimati          | Brasile           | 50.89 |       |
| 24    | 2      | Kerron Clement           | Stati Uniti       | 52.11 |       |

### Finale
| Class   | Nome                 | Nazione         | Tempo | Note |
| ------- | -------------------- | --------------- | ----- | ---- |
| Oro     | David Greene         | Gran Bretagna   | 48.26 |      |
| Argento | Javier Culson        | Porto Rico      | 48.44 |      |
| Bronzo  | L.J. van Zyl         | Sudafrica       | 48.80 |      |
| 4       | Félix Sánchez        | Rep. Dominicana | 48.87 |      |
| 5       | Cornel Fredericks    | Sudafrica       | 49.12 |      |
| 6       | Bershawn Jackson     | Stati Uniti     | 49.24 |      |
| 7       | Angelo Taylor        | Stati Uniti     | 49.31 |      |
| 8       | Aleksandr Derevyagin | Russia          | 49.32 |      |